# Bào (dụng cụ)

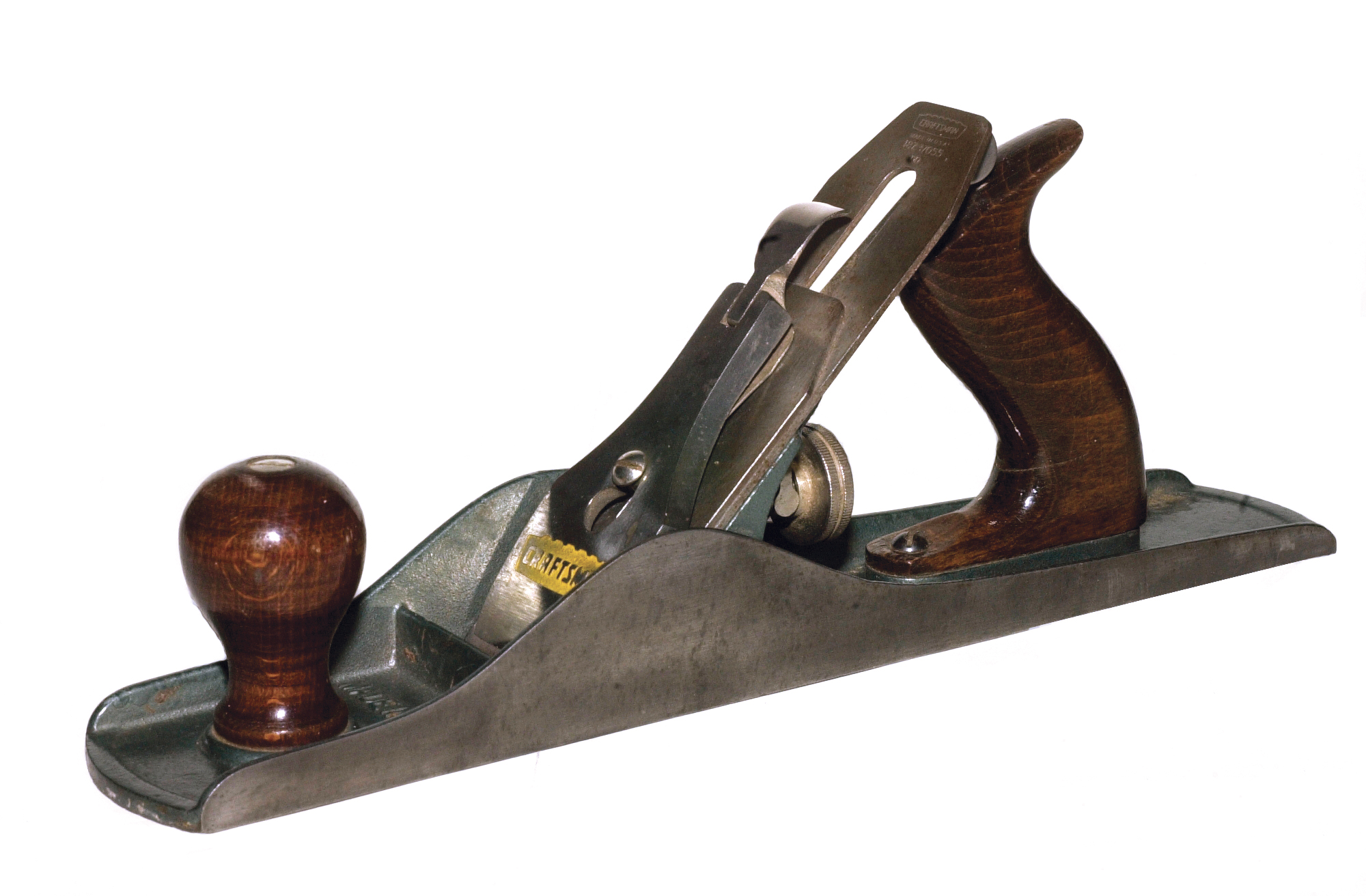
Một cái bào

Bào là một dụng cụ phục vụ nghề mộc, dùng sức mạnh cơ bắp để khiến lưỡi bào tác động lên bề mặt gỗ nhằm tạo hình khối gỗ. Bên cạnh bào thủ công, ngày nay còn có các loại máy bào công nghiệp chạy điện; tuy nhiên, những loại máy công nghiệp này chỉ phù hợp với công việc có quy mô lớn, vì thế mà bào thủ công vẫn không thể thiếu trong công việc chế tác tinh xảo.
Nhìn chung tất cả các loại bào đều có công năng là làm phẳng, làm mỏng và tạo bề mặt nhẵn cho miếng gỗ thô. Người thợ cũng dùng bào để tạo ra các bề mặt phẳng ngang, dọc, chéo trên phôi gỗ, nguyên thủy có kích thức quá lớn để tạo hình trong khi yêu cầu của công việc là toàn bộ sản phẩm khi hoàn thiện phải có bề mặt nhẵn. Một số loại bào đặc dụng có công năng cắt khớp hoặc tạo khuôn trang trí.
Người ta hay dùng bào theo cách dùng tay đẩy về phía trước để bào gỗ, nhưng loại bào của Nhật Bản lại là bào về phía thân người thợ.

## Lịch sử

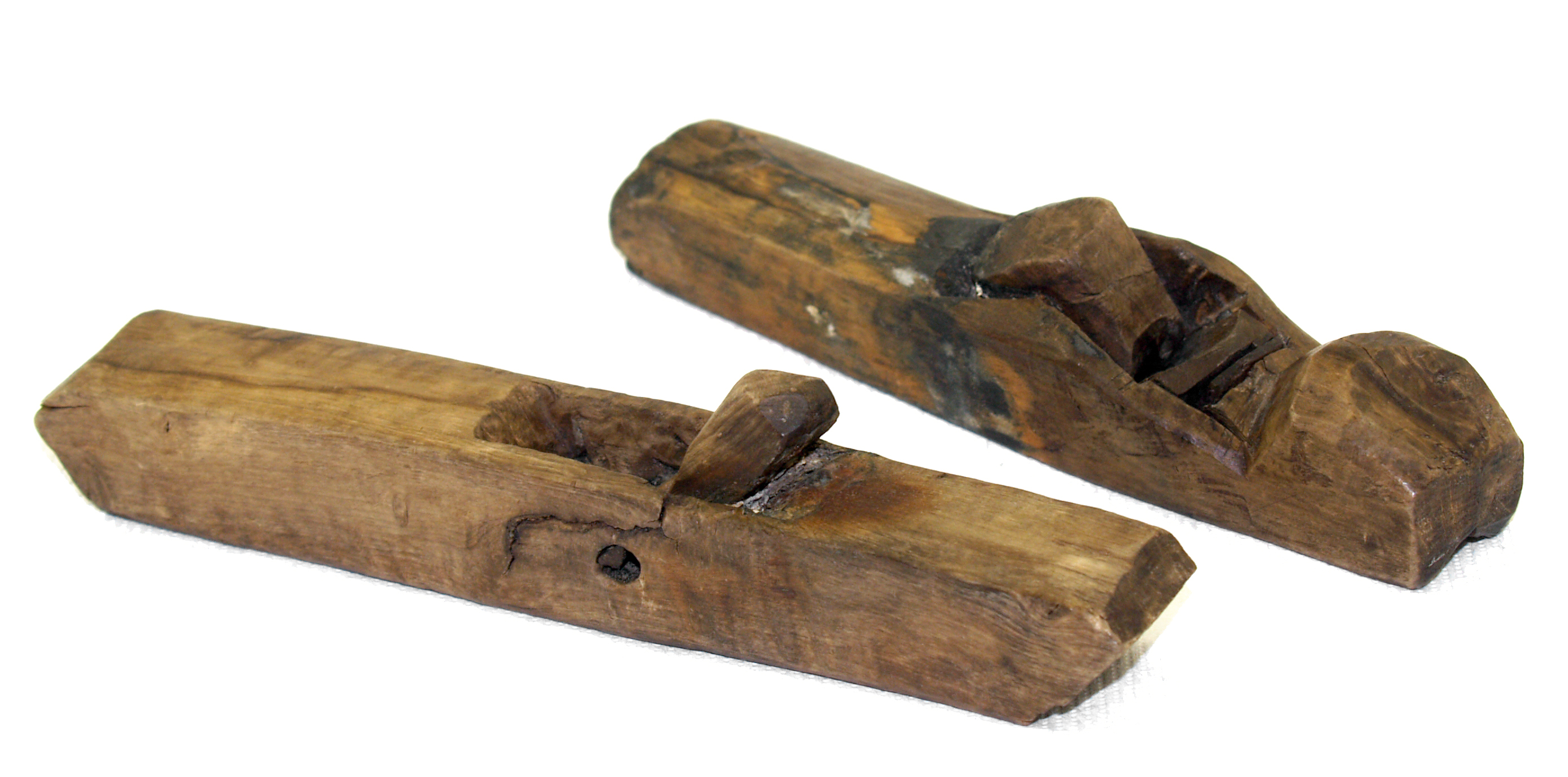
Một cặp bào bằng gỗ được tìm thấy trên con tàu Mary Rose thế kỷ 16

Dụng cụ bào có từ thời cổ đại, cách nay hàng nghìn năm. Thoạt tiên bào được làm bằng gỗ, có khe hoặc lỗ mộng hình chữ nhật cắt xuyên qua chính giữa. Lưỡi bào được cố định tại chỗ bằng nêm gỗ. Người ta đã phát hiện nhiều mẫu vật này trong các cuộc khai quật cũng như thông qua việc khảo cứu các bản vẽ miêu tả nghề mộc thời Trung cổ ở Âu châu và Á châu. Mẫu vật bào gỗ lâu đời nhất được biết đến là ở thành bang Pompeii thuộc La Mã cổ đại. Những chiếc bào La Mã này hầu như tương đồng với bào hiện đại về công năng chính, phần lớn có thân bào làm bằng gỗ bọc sắt kèm một lưỡi bào cũng bằng sắt. Một mẫu vật bào khác được tìm thấy ở Köln (Đức) được làm hoàn toàn bằng đồng điếu. Người ta ngờ rằng vẫn còn những dụng cụ bào lâu đời hơn các mẫu vật này, bởi vì trong các lăng mộ Ai Cập cổ đại có những đồ nội thất và đồ tạo tác bằng gỗ có bề mặt được mài nhẵn cẩn thận bằng một loại công cụ sắc bén nào đó.
Năm 1918, người ta phát minh ra loại bào chạy bằng khí nén nhằm giảm bớt sức người làm việc đóng tàu thời kỳ Thế chiến thứ nhất. Máy này chạy với tốc độ 8.000 đến 15.000 vòng/phút, cho phép tăng năng suất lao động lên gấp 15 lần so với làm thủ công.
Các loại bào hiện đại được làm bằng gỗ, gang cầu hoặc đồng điếu nên nặng hơn và không bị rỉ sét.